# Lars Österlin (teolog)
Lars Gustaf Österlin, född den 5 oktober 1923 i Taohualun, Hunan-provinsen, Kina, död den 17 oktober 2006 i Lund, var en svensk präst och kyrkohistoriker, son till Kinamissionären, prosten Gustaf Österlin och Ellen, född Reutercrona. 
Österlin blev filosofie kandidat 1943, teologie kandidat 1949, prästvigd samma år, teologie licentiat 1954, teologie doktor (på en avhandling om Johan Henrik Thomander) 1960, docent vid Lunds universitet samma år och vid Köpenhamns universitet 1968. Han var extra universitetslektor i Lund 1971–1978, kyrkoherde i Hyby pastorat 1978–1982, domprost i Linköping 1982–1988 och adjungerad professor i missionsvetenskap och ekumenik vid Lunds universitet 1979–1990, ledamot i Nämnden för Svenska kyrkans mission 1986–1992, vice ordförande 1989–1992 samt Svenska kyrkans representant för relationerna till de anglikanska kyrkorna från 1979. Österlin är begravd på Norra kyrkogården i Lund.